# Leo van Veen
Leo van Veen (Utrecht, 6 juni 1946) is een voormalig Nederlands voetballer. Hij was 21 jaar lang betaald voetballer bij DOS, FC Utrecht, de Los Angeles Aztecs, Ajax en RKC. Nadien werd hij trainer en was ook actief als scout en bestuurder.

## Carrière

### Als speler
Van Veen begon met voetballen bij Celeritudo en ging op zijn vijftiende naar DOS, waar zijn op zijn 36e overleden vader ook in het eerste team speelde. Van Veen speelde bijna 500 wedstrijden in de Eredivisie. Het gros van deze wedstrijden speelde hij voor DOS en FC Utrecht. In totaal scoorde hij 174 keer in de Eredivisie. Met dit aantal staat hij samen met Sjaak Swart op een gedeelde achtste plek van de lijst van nationale topscorers aller tijden. 
Van Veen nam op 16 augustus 1982 afscheid van FC Utrecht. Hij deed dat in de oefenwedstrijd tegen Southampton, de eerste in het nieuwe Stadion Galgenwaard.
Met Ajax werd hij landskampioen in het seizoen 1982-1983 (doelsaldo +65 (106-41)) en bekerwinnaar. Hier speelde hij als centrumverdediger (libero) en concurreerde hij voor zijn plaats met Frank Rijkaard en met de Deen Jan Molby. Van Veen vertrok op zijn 37e bij Ajax, na precies 1 seizoen (1/7/1982-30/6/1983). Na misgelopen onderhandelingen met het Canadese Edmonton Eagles, keerde hij in 1983 terug bij Utrecht. Na 21 seizoenen stopte hij in 1986 op zijn 40e als actieve speler bij RKC Waalwijk. Aansluitend werd hij trainer. Met 391 gespeelde wedstrijden en 154 competitiedoelpunten, viel hem de eer te beurt om "mister FC Utrecht" genoemd te worden. Bij FC Utrecht verbleef hij dan ook het langst: 11,5 jaar (medio 1970-medio 1982, behalve halverwege 1979 en 1980, toen hij speelde voor de Los Angeles Aztecs samen met onder anderen Johan Cruijff en Wim Suurbier). Van Veen is met zijn 154 competitiedoelpunten topscorer aller tijden van de club uit de Domstad. Met 391 gespeelde wedstrijden voor FC Utrecht moet hij alleen Jan Willem van Ede (409 wedstrijden) voor zich dulden in het klassement van de meest gespeelde competitiewedstrijden voor de club.

#### Statistieken
| Seizoen | Club               | Land             | Competitie                   | Duels | Goals |
| ------- | ------------------ | ---------------- | ---------------------------- | ----- | ----- |
| 1965/66 | DOS                | Nederland        | Eredivisie                   | 4     | 0     |
| 1966/67 | DOS                | Nederland        | Eredivisie                   | 0     | 0     |
| 1967/68 | DOS                | Nederland        | Eredivisie                   | 28    | 11    |
| 1968/69 | DOS                | Nederland        | Eredivisie                   | 20    | 3     |
| 1969/70 | DOS                | Nederland        | Eredivisie                   | 25    | 6     |
| 1970/71 | FC Utrecht         | Nederland        | Eredivisie                   | 25    | 5     |
| 1971/72 | FC Utrecht         | Nederland        | Eredivisie                   | 33    | 14    |
| 1972/73 | FC Utrecht         | Nederland        | Eredivisie                   | 34    | 14    |
| 1973/74 | FC Utrecht         | Nederland        | Eredivisie                   | 33    | 21    |
| 1974/75 | FC Utrecht         | Nederland        | Eredivisie                   | 34    | 9     |
| 1975/76 | FC Utrecht         | Nederland        | Eredivisie                   | 31    | 12    |
| 1976/77 | FC Utrecht         | Nederland        | Eredivisie                   | 34    | 17    |
| 1977/78 | FC Utrecht         | Nederland        | Eredivisie                   | 34    | 13    |
| 1978/79 | FC Utrecht         | Nederland        | Eredivisie                   | 24    | 11    |
| 1978/79 | Los Angeles Aztecs | Verenigde Staten | North American Soccer League | 26    | 13    |
| 1979/80 | FC Utrecht         | Nederland        | Eredivisie                   | 29    | 14    |
| 1979/80 | Los Angeles Aztecs | Verenigde Staten | North American Soccer League | 25    | 8     |
| 1980/81 | FC Utrecht         | Nederland        | Eredivisie                   | 29    | 11    |
| 1981/82 | FC Utrecht         | Nederland        | Eredivisie                   | 28    | 7     |
| 1982/83 | Ajax               | Nederland        | Eredivisie                   | 23    | 0     |
| 1983/84 | FC Utrecht         | Nederland        | Eredivisie                   | 23    | 6     |
| 1984/85 | RKC                | Nederland        | Eerste divisie               | 33    | 6     |
| 1985/86 | RKC                | Nederland        | Eerste divisie               | 32    | 3     |
| Totaal  | Totaal             | Totaal           | Totaal                       | 607   | 204   |

### Als trainer
Van Veen begon zijn trainersloopbaan bij RKC Waalwijk (86-88, 89-93, 95-96). Daarmee werd hij in seizoen 1987-1988 kampioen van de Eerste divisie (doelsaldo +74, 104-30). Hierna volgden VVV Venlo (88-89), FC Utrecht (93-95) en Go Ahead Eagles (96-97) waarvoor hij als hoofdtrainer in de Eredivisie werkzaam was. Ook was Van Veen in mei 1985, samen met Rinus Israël en Johan Cruijff, een van de drie kandidaten om bij Ajax de ontslagen trainer Aad de Mos op te volgen. Uiteindelijk werd Cruijff de nieuwe man. Van 1997 tot 1999 stond Van Veen aan het hoofd van Al Nasr, een club op het hoogste niveau in de Verenigde Arabische Emiraten. In 1999 werd hij aangesteld als trainer van Ajax Cape Town en in 2000 door Ajax. In de seizoenen 2000/01 en 2001/02 was hij samen met Peter Boeve assistent bij Ajax onder Co Adriaanse. Daarna werd hij een jaar trainer van FC Haarlem in het seizoen 2002/03, dat als satellietclub een samenwerkingsverband had met Ajax, om weer bij Ajax terug te keren in de rol van scout (2003-2005). Deze rol vervulde hij aansluitend twee seizoenen bij N.E.C.. In de zomer van 2007 ging Van Veen opnieuw aan de slag als assistent onder Adriaanse, maar dan in Qatar bij Al-Sadd. In 2010 werd Van Veen technisch manager bij AS Trencin, de club waar oud-Ajacied Tscheu La Ling eigenaar van is. Met zijn club werd Van Veen in zowel seizoen 2014-15 (bekerwinnaar) als 2015-16 kampioen van Slowakije. Hiermee wist de club zich voor het eerst in de geschiedenis te plaatsen voor de voorrondes van de UEFA Champions League.

## Erelijst
Als speler
| Eredivisie | 1x | 1982/83 |
| KNVB beker | 1x | 1982/83 |

## Trivia
Sinds november 2018 is er in Stadion Galgenwaard een zaal naar Leo van Veen vernoemd.
In het najaar van 2021 verschijnt de biografie van Van Veen met de titel 'Mister FC Utrecht".